# 前河 (嘎呀河)
前河位于中华人民共和国吉林省延边朝鲜族自治州汪清县西部，是嘎呀河右岸支流，发源于汪清县春阳镇西南岭东林场哈尔巴岭东麓，蜿蜒东南流至大兴沟镇东台村转东北流，经东阳村、前河村、蛤蟆塘、南阳村、鲜民村等村屯，最后于双桥村东北汇入嘎呀河。河长56.4千米，流域面积729平方千米，河道平均比降6.0‰。年均径流量1999万立方米。流域内广兴、东阳等地存有原始社会和辽金时代遗址。